# Chamidije
Chamidije (ros. Хамидие) – wieś w Rosji, w Kabardo-Bałkarii, w rejonie tierskim. W 2010 liczyła 1812 mieszkańców.